# Josef Prager
Josef „Joschi“ Prager (* 15. November 1886; † 1975) war ein österreichischer Fußballtormann, der in den Anfangsjahren des Wiener Fußballs im Nationalteam zum Einsatz kam.

## Vereinskarriere
Joschi Prager stieß mit 16 Jahren zur Rossauer Eintracht, von wo er über einen Abstecher beim SK Rapid Wien zum Wiener AC gelangte. Mit der Pratermannschaft gelang ihm 1904 der Sieg im Challenge-Cup, des bedeutendsten Cupbewerbs, der in der Frühzeit des österreichischen Fußballs ausgespielt wurde. Beim WAC blieb Prager bis 1906, ehe er Nachfolger von Rudolf Wagner im Tor des Vienna Cricket and Football-Club wurde, wo er für den Rest des Jahrzehnts tätig war und seine Karriere auch beendete.
Nach dem Ersten Weltkrieg war Prager noch als Schiedsrichter aktiv.

## Nationalmannschaft
Sein erstes Spiel für das österreichische Nationalteam bestritt der Tormann im Juni 1904, als eine Mannschaft, in der neun Spieler des WAC standen, in Budapest gegen die Ungarn mit 0:3 unterlag. In den folgenden Jahren wechselte er sich im Tor der Auswahl mit Josef Kaltenbrunner und Karl Pekarna ab und brachte es auf sechs Länderspiele, zuletzt im Mai 1910 bei einem 2:1 gegen die Ungarn.

## Erfolge
- 1 × Challenge Cup: 1904
- 6 Spiele für die österreichische Fußballnationalmannschaft: 1904–1910

| Personendaten    | Personendaten                   |
| ---------------- | ------------------------------- |
| NAME             | Prager, Josef                   |
| ALTERNATIVNAMEN  | Prager, Joschi                  |
| KURZBESCHREIBUNG | österreichischer Fußballspieler |
| GEBURTSDATUM     | 15. November 1886               |
| STERBEDATUM      | 1975                            |